# Eurovision Song Contest 2008
Eurovision Song Contest 2008, česky také Velká cena Eurovize 2008 (či jen Eurovize 2008), byl 53. ročník soutěže Eurovision Song Contest, který se konal v Bělehradu v Srbsku, a to díky vítězství srbské zpěvačky Marijy Šerifović s písní „Molitva“ na předchozím ročníku. Soutěž, organizovaná Evropskou vysílací unií (EVU) a srbskou stanicí Radio-televizija Srbije (RTS), se konala v Belgrade Arena. Semifinálová kola se uskutečnila 20. a 22. května, finále pak 24. května 2008. Moderátory všech přenosů byli moderátorka Jovana Janković a muzikant Željko Joksimović.
Soutěže se zúčastnilo 43 zemí, což je o jeden stát více oproti předchozímu roku a dosud nejvyšší počet účastníků jednoho ročníku. Ázerbájdžán a San Marino se Eurovize zúčastnili poprvé, naopak Rakousko se rozhodlo ze soutěže odstoupit, především kvůli pochybnostem ohledně organizačních otázek ohledně semifinálových kol a politizaci soutěže.
Vítězem se stal ruský zpěvák Dima Bilan s písní „Believe“. Jednalo se o první triumf země. Vítěz získal jako poprvé skleněnou trofej ve tvaru mikrofonu.
V roce 2008 bylo ustanoveno každoroční konání dvou semifinálových kol z důvodu vysokého počtu účastníku. Oproti původnímu systému (2004–2007), kdy finalisty tvořila nejlepší desítka zemí předešlého ročníku, Velká čtyřka (Francie, Spojené království, Německo a Španělsko) a deset postupujících ze semifinálového kola, nyní finálovou pětadvacítku tvořilo dohromady dvacet postupujících z obou semifinále (z každého deset), pořádající země jakožto předešlý vítěz soutěže a Velká čtyřka.
Poprvé v historii byla také pod záštitou Evropské vysílací unie národní kola jednotlivých zemí vysílána online přes Internet.
Česká republika jako svého zástupce poslala vítězku národního kola České televize, Eurosongu 2008, Terezu Kerndlovou s písní "Have Some Fun". Přes dohady ohledně údajného kupování hlasů ze strany managementu Kerndlové nakonec zpěvačka vystoupila 22. května v druhém semifinále, kde skončila na předposledním 18. místě s 9 body.

## Místo konání
Místem konání Eurovize 2008 byla zvolena Belgrade Arena (též Kombank Arena) v Novém Bělehradě v hlavním městě Srbska. Tato aréna patří s kapacitou přes 20 000 (v případě potřeby až 25 000) diváků k největší kryté prostory v Evropě. Aréna byla otevřena v roce 2004 a její výstavba stála 70 milionů €. Do dnešního dne se v ní konalo mimo jiné Mistrovství Evropy v basketbale 2005 (EuroBasket 2005), Mistrovství Evropy v házené žen 2012 či evropské šampionáty ve stolním tenise a judu. Své koncerty zde odehrály desítky srbských i světových muzikantů, mimo jiné Queen, Iron Maiden, Andrea Bocelli či Tom Jones.
Při příležitosti pořádání Eurovize bylo v Bělehradské aréně vybudováno nové multifunkční centrum pro potřeby novinářů.
Pro srbských nepokojích vyvolaných vyhlášením nezávislosti Kosova EVU zvažovala přesun soutěže do bezpečnější země (v úvahu přicházelo Finsko jakožto předešlý pořadatel, Ukrajina coby držitel druhého místa na Eurovizi 2007 či Řecko, jehož vysílatel nabídl možnost pořádání soutěže v Athénách, které hostily Eurovizi 2006.
Nakonec však pořadatelství zůstalo RTS a srbská strana se zavázala, že zajistí dostatečnou bezpečnost umělců a zástupců ostatních zemí. Delegacím Albánie, Chorvatska a Izraele byla dána k dispozici speciální ochranka.
Stage a grafická podoba soutěže podle Borise Miljkoviće byla podobně jako motto soutěže Confluence of Sound (=Souhra zvuku) inspirována soutokem řek Dunaj a Sáva v Bělehradě. Celý projekt byl velmi dobře přijat veřejností i kritikou.

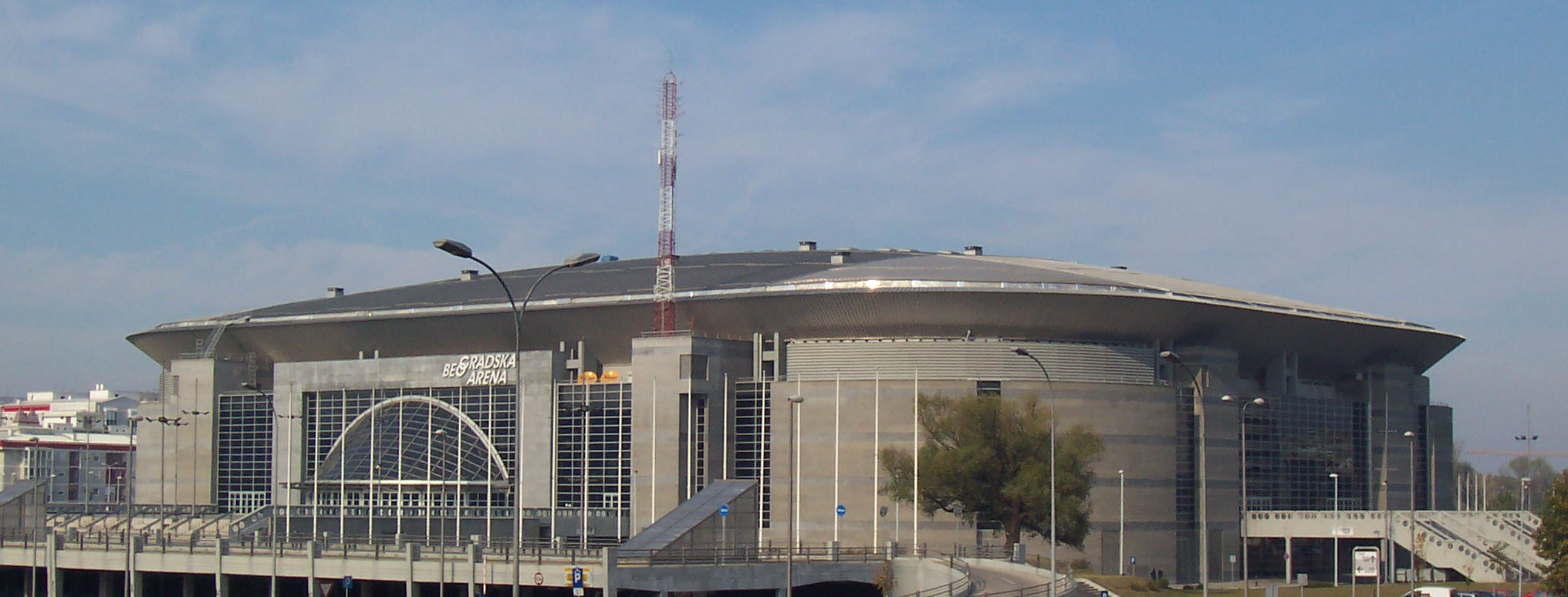
Místo konání soutěže Bělehradská aréna

## Rozlosování
Rozlosování do semifinálových kol se konalo 28. ledna 2008 v bělehradské City Hall. Obálky s účastnickými zeměmi byly losovány z šesti košů podle geopolitické spřízněnosti, aby bylo co nejvíce znemožněno případné sousedské spřátelené hlasování.. Zástupci automatických finalistů si vylosovali, v kterém semifinále mohou diváci z těchto zemí hlasovat. Zvolené semifinále muselo být odvysíláno, zatímco vysílání nezvoleného semifinále záleželo na individuální volbě vysílatele. Obě semifinále byla odvysílána online přes Internet na oficiálním webu Eurovize.
Pořadí výstupů v semifinálových kolech bylo rozlosováno 17. března 2008 na setkání vedoucích delegací v Bělehradě.
| Koš 1                                                                 | Koš 2                                                                  | Koš 3                                                                      |
| --------------------------------------------------------------------- | ---------------------------------------------------------------------- | -------------------------------------------------------------------------- |
| - Albánie - Bosna a Hercegovina - Chorvatsko - Černá Hora - Slovinsko | - Dánsko - Estonsko - Finsko - Island - Norsko - Švédsko               | - Belgie - Bulharsko - Kypr - Řecko - Nizozemsko - Turecko                 |
| Koš 4                                                                 | Koš 5                                                                  | Koš 6                                                                      |
| - Andorra - Irsko - Lotyšsko - Litva - Portugalsko - Rumunsko         | - Arménie - Bělorusko - Gruzie - Izrael - Moldavsko - Rusko - Ukrajina | - Ázerbájdžán - Česko - Maďarsko - Malta - Polsko - San Marino - Švýcarsko |

## Seznam účastníků

### První semifinále
Prvního semifinále se zúčastnilo celkem 19 zemí. Odehrálo se 20. května ve 21 hodin místního času. Hlasovat mohli diváci z těchto zemí a dvou zemí tzv. Velké čtyřky, konkrétně z Německa a Španělska. Do finále postupovalo devět nejlepších dle hodnocení diváků, o posledním postupujícím rozhodovala odborná porota.
| Pořadí | Země                | Interpret             | Skladba                    | Jazyk                       | Umístění | Body |
| ------ | ------------------- | --------------------- | -------------------------- | --------------------------- | -------- | ---- |
| 1.     | Černá Hora          | Stefan Filipović      | „Zauvijek volim te“        | černohorština               | 14.      | 23   |
| 2.     | Izrael              | Boaz Mauda            | „The Fire in Your Eyes“    | hebrejština, angličtina     | 5.       | 104  |
| 3.     | Estonsko            | Kreisiraadio          | „Leto svet“                | srbština, němčina, finština | 18.      | 8    |
| 4.     | Moldavsko           | Geta Burlacu          | „A Century of Love“        | angličtina                  | 12.      | 36   |
| 5.     | San Marino          | MioDio                | „Complice“                 | italština                   | 19.      | 5    |
| 6.     | Belgie              | Ishtar                | „O Julissi“                | imaginární                  | 17.      | 16   |
| 7.     | Ázerbájdžán         | Elnur & Samir         | „Day After Day“            | angličtina                  | 6.       | 96   |
| 8.     | Slovinsko           | Rebeka Dremelj        | „Vrag naj vzame“           | slovinština                 | 11.      | 36   |
| 9.     | Norsko              | Maria Haukaas Storeng | „Hold On Be Strong“        | angličtina                  | 4.       | 106  |
| 10.    | Polsko              | Isis Gee              | „For Life“                 | angličtina                  | 10.      | 42   |
| 11.    | Irsko               | Dustin the Turkey     | „Irelande Douze Pointe“    | angličtina                  | 16.      | 22   |
| 12.    | Andorra             | Gisela                | „Casanova“                 | angličtina, katalánština    | 15.      | 22   |
| 13.    | Bosna a Hercegovina | Laka                  | „Pokušaj“                  | bosenština                  | 9.       | 72   |
| 14.    | Arménie             | Sirusho               | „Qélé, Qélé“ (Քելե Քելե)   | angličtina, arménština      | 2.       | 139  |
| 15.    | Nizozemsko          | Hind                  | „Your Heart Belongs to Me“ | angličtina                  | 13.      | 27   |
| 16.    | Finsko              | Teräsbetoni           | „Missä miehet ratsastaa“   | finština                    | 8.       | 79   |
| 17.    | Rumunsko            | Nico & Vlad           | „Pe-o margine de lume“     | rumunština, italština       | 7.       | 94   |
| 18.    | Rusko               | Dima Bilan            | „Believe“                  | angličtina                  | 3.       | 135  |
| 19.    | Řecko               | Kalomira              | „Secret Combination“       | angličtina                  | 1.       | 156  |

### Druhé semifinále
Druhého semifinále se zúčastnilo celkem 19 zemí. Odehrálo se 22. května ve 21 hodin místního času. Hlasovat mohli diváci z těchto zemí, ze dvou zemí tzv. Velké čtyřky, konkrétně z Francie a Spojeného království, a ze Srbska jakožto pořadatele ročníku. Do finále postupovalo devět nejlepších dle hodnocení diváků, o posledním postupujícím rozhodovala odborná porota.
| Pořadí | Země              | Interpret                       | Skladba                         | Jazyk                  | Umístění | Body |
| ------ | ----------------- | ------------------------------- | ------------------------------- | ---------------------- | -------- | ---- |
| 1.     | Island            | Euroband                        | „This Is My Life“               | angličtina             | 8.       | 68   |
| 2.     | Švédsko           | Charlotte Perrelli              | „Hero“                          | angličtina             | 12.      | 54   |
| 3.     | Turecko           | Mor ve Ötesi                    | „Deli“                          | turečtina              | 7.       | 85   |
| 4.     | Ukrajina          | Ani Lorak                       | „Shady Lady“                    | angličtina             | 1.       | 152  |
| 5.     | Litva             | Jeronimas Milius                | „Nomads In The Night“           | angličtina             | 16.      | 30   |
| 6.     | Albánie           | Olta Boka                       | „Zemrën E Lamë Peng“            | albánština             | 9.       | 67   |
| 7.     | Švýcarsko         | Paolo Meneguzzi                 | „Era Stupendo“                  | Italština              | 13.      | 47   |
| 8.     | Česko             | Tereza Kerndlová                | „Have Some Fun“                 | angličtina             | 18.      | 9    |
| 9.     | Bělorusko         | Ruslan Alekhno                  | „Hasta La Vista“                | angličtina             | 17.      | 27   |
| 10.    | Lotyšsko          | Pirates of the Sea              | „Wolves of the Sea“             | angličtina             | 6.       | 86   |
| 11.    | Chorvatsko        | Kraljevi ulice & 75 Cents       | „Romanca“                       | chorvatština           | 4.       | 112  |
| 12.    | Bulharsko         | Deep Zone & Balthazar           | „DJ, Take Me Away“              | angličtina             | 11.      | 56   |
| 13.    | Dánsko            | Simon Mathew                    | „All Night Long“                | angličtina             | 3.       | 112  |
| 14.    | Gruzie            | Diana Gurtskaya                 | „Peace Will Come“               | angličtina             | 5.       | 107  |
| 15.    | Maďarsko          | Csézy                           | „Candlelight“                   | angličtina, maďarština | 19.      | 6    |
| 16.    | Malta             | Morena                          | „Vodka“                         | angličtina             | 14.      | 38   |
| 17.    | Kypr              | Evdokia Kadi                    | „Femme Fatale“                  | řečtina                | 15.      | 36   |
| 18.    | Severní Makedonie | Tamara Todevska, Vrčak & Adrian | „Let Me Love You“               | angličtina             | 10.      | 64   |
| 19.    | Portugalsko       | Vânia Fernandes                 | „Senhora Do Mar (Negras Águas)“ | portugalština          | 2.       | 120  |

### Finále
Finále se uskutečnilo 24. května 2008 ve 21 hodin místního času. Zúčastnilo se ho 25 zemí – 9 nejlepších z každého semifinále, jedna volba odborných porot z každého semifinále, státy z tzv. Velké čtyřky, které do finále postupují automaticky, a Srbsko jakožto vítěz předchozího ročníku.
| Pořadí | Země                | Interpret                     | Skladba                         | Jazyk                     | Umístění | Body |
| ------ | ------------------- | ----------------------------- | ------------------------------- | ------------------------- | -------- | ---- |
| 1.     | Rumunsko            | Nico & Vlad                   | „Pe-o Margine De Lume“          | rumunština, italština     | 20.      | 45   |
| 2.     | Spojené království  | Andy Abraham                  | „Even If“                       | angličtina                | 25.      | 14   |
| 3.     | Albánie             | Olta Boka                     | „Zemrën E Lamë Peng“            | albánština                | 17.      | 55   |
| 4.     | Německo             | No Angels                     | „Disappear“                     | angličtina                | 23.      | 14   |
| 5.     | Arménie             | Sirusho                       | „Qele Qele“                     | angličtina, arménština    | 4.       | 199  |
| 6.     | Bosna a Hercegovina | Laka                          | „Pokušaj“                       | bosenština                | 10.      | 110  |
| 7.     | Izrael              | Boaz Mauda                    | „The Fire In Your Eyes“         | hebrejština, angličtina   | 9.       | 124  |
| 8.     | Finsko              | Teräsbetoni                   | „Missä miehet ratsastaa“        | finština                  | 22.      | 35   |
| 9.     | Chorvatsko          | Kraljevi ulice & 75 Cents     | „Romanca“                       | chorvatština              | 21.      | 44   |
| 10.    | Polsko              | Isis Gee                      | „For Life“                      | angličtina                | 24.      | 14   |
| 11.    | Island              | Euroband                      | „This Is My Life“               | angličtina                | 14.      | 64   |
| 12.    | Turecko             | Mor ve Ötesi                  | „Deli“                          | turečtina                 | 7.       | 138  |
| 13.    | Portugalsko         | Vânia Fernandes               | „Senhora Do Mar (Negras Águas)“ | portugalština             | 13.      | 69   |
| 14.    | Lotyšsko            | Pirates of the Sea            | „Wolves of the Sea“             | angličtina                | 12.      | 83   |
| 15.    | Švédsko             | Charlotte Perrelli            | „Hero“                          | angličtina                | 18.      | 47   |
| 16.    | Dánsko              | Simon Mathew                  | „All Night Long“                | angličtina                | 15.      | 60   |
| 17.    | Gruzie              | Diana Gurtskaya               | „Peace Will Come“               | angličtina                | 11.      | 83   |
| 18.    | Ukrajina            | Ani Lorak                     | „Shady Lady“                    | angličtina                | 2.       | 230  |
| 19.    | Francie             | Sébastien Tellier             | „Divine“                        | angličtina, francouzština | 19.      | 47   |
| 20.    | Ázerbájdžán         | Elnur & Samir                 | „Day After Day“                 | angličtina                | 8.       | 132  |
| 21.    | Řecko               | Kalomira                      | „Secret Combination“            | angličtina                | 3.       | 218  |
| 22.    | Španělsko           | Rodolfo Chikilicuatre         | „Baila El Chiki Chiki“          | španělština, angličtina   | 16.      | 55   |
| 23.    | Srbsko              | Jelena Tomašević & Bora Dugić | „Oro“                           | srbština                  | 6.       | 160  |
| 24.    | Rusko               | Dima Bilan                    | „Believe“                       | angličtina                | 1.       | 272  |
| 25.    | Norsko              | Maria Haukaas Storeng         | „Hold On Be Strong“             | angličtina                | 5.       | 182  |

### Hlasování ve finále
Zástupci jednotlivých zemí vyhlašovali výsledky v tomto pořadí:
1. Spojené království
2. Makedonie
3. Ukrajina
4. Německo
5. Estonsko
6. Bosna a Hercegovina
7. Albánie
8. Belgie
9. San Marino
10. Lotyšsko
11. Bulharsko
12. Srbsko
13. Izrael
14. Kypr
15. Moldavsko
16. Island
17. Francie
18. Rumunsko
19. Portugalsko
20. Norsko
21. Maďarsko
22. Andorra
23. Gruzie
24. Slovinsko
25. Arménie
26. Česko
27. Španělsko
28. Nizozemsko
29. Malta
30. Turecko
31. Irsko
32. Švýcarsko
33. Ázerbájdžán
34. Řecko
35. Finsko
36. Švédsko
37. Chorvatsko
38. Bělorusko
39. Litva
40. Rusko
41. Černá Hora
42. Polsko
43. Dánsko

## Tabulky

### Semifinále 1
|           |                     | Výsledky hlasování | Výsledky hlasování | Výsledky hlasování | Výsledky hlasování | Výsledky hlasování | Výsledky hlasování | Výsledky hlasování | Výsledky hlasování | Výsledky hlasování | Výsledky hlasování | Výsledky hlasování | Výsledky hlasování  | Výsledky hlasování | Výsledky hlasování | Výsledky hlasování | Výsledky hlasování | Výsledky hlasování | Výsledky hlasování | Výsledky hlasování | Výsledky hlasování | Výsledky hlasování | Výsledky hlasování |
| Body      | Černá Hora          | Izrael             | Estonsko           | Moldavsko          | San Marino         | Belgie             | Ázerbájdžán        | Slovinsko          | Norsko             | Polsko             | Irsko              | Andorra            | Bosna a Hercegovina | Arménie            | Nizozemsko         | Finsko             | Rumunsko           | Rusko              | Řecko              | Německo            | Španělsko          |                    |                    |
| --------- | ------------------- | ------------------ | ------------------ | ------------------ | ------------------ | ------------------ | ------------------ | ------------------ | ------------------ | ------------------ | ------------------ | ------------------ | ------------------- | ------------------ | ------------------ | ------------------ | ------------------ | ------------------ | ------------------ | ------------------ | ------------------ | ------------------ | ------------------ |
| Soutěžící | Černá Hora          | 23                 |                    |                    |                    |                    | 1                  |                    |                    | 10                 |                    |                    |                     |                    | 12                 |                    |                    |                    |                    |                    |                    |                    |                    |
| Soutěžící | Izrael              | 104                | 5                  |                    |                    |                    | 2                  | 7                  | 10                 | 4                  | 10                 | 4                  |                     | 7                  | 5                  | 7                  | 6                  | 10                 | 6                  | 8                  | 5                  | 4                  | 4                  |
| Soutěžící | Estonsko            | 8                  |                    |                    |                    | 1                  |                    |                    |                    |                    |                    |                    |                     |                    |                    |                    |                    | 7                  |                    |                    |                    |                    |                    |
| Soutěžící | Moldavsko           | 36                 |                    |                    |                    |                    | 5                  |                    | 5                  |                    |                    |                    |                     | 1                  |                    | 6                  |                    |                    | 10                 | 5                  | 4                  |                    |                    |
| Soutěžící | San Marino          | 5                  |                    |                    |                    |                    |                    |                    |                    |                    |                    |                    |                     | 2                  |                    |                    |                    |                    |                    |                    | 3                  |                    |                    |
| Soutěžící | Belgie              | 16                 |                    |                    | 6                  |                    |                    |                    |                    |                    |                    |                    |                     |                    |                    |                    | 10                 |                    |                    |                    |                    |                    |                    |
| Soutěžící | Ázerbájdžán         | 96                 | 3                  | 5                  | 4                  | 10                 |                    | 5                  |                    |                    |                    | 10                 | 5                   | 8                  | 3                  | 2                  | 4                  | 5                  | 7                  | 10                 | 7                  | 8                  |                    |
| Soutěžící | Slovinsko           | 36                 | 10                 | 2                  |                    | 2                  |                    |                    | 1                  |                    |                    | 2                  |                     | 0                  | 10                 | 4                  |                    |                    | 1                  | 2                  | 2                  |                    |                    |
| Soutěžící | Norsko              | 106                | 4                  | 6                  | 8                  | 3                  | 7                  | 1                  | 7                  | 2                  |                    | 7                  | 8                   | 10                 | 4                  | 8                  | 5                  | 12                 | 4                  | 7                  |                    | 1                  | 2                  |
| Soutěžící | Polsko              | 42                 |                    |                    |                    |                    | 10                 |                    | 3                  |                    | 2                  |                    | 12                  |                    |                    | 1                  |                    |                    | 2                  | 3                  | 1                  | 5                  | 3                  |
| Soutěžící | Irsko               | 22                 | 1                  | 3                  | 7                  |                    |                    | 4                  |                    |                    | 1                  |                    |                     |                    | 2                  |                    | 1                  | 2                  |                    |                    |                    |                    | 1                  |
| Soutěžící | Andorra             | 22                 |                    | 4                  | 3                  |                    |                    |                    |                    | 1                  |                    | 1                  | 1                   |                    |                    |                    |                    |                    |                    |                    |                    |                    | 12                 |
| Soutěžící | Bosna a Hercegovina | 72                 | 12                 |                    | 1                  | 6                  |                    |                    | 4                  | 12                 | 12                 |                    | 3                   |                    |                    |                    | 7                  | 8                  |                    |                    |                    | 7                  |                    |
| Soutěžící | Arménie             | 139                | 6                  | 10                 | 2                  | 5                  | 8                  | 12                 |                    | 5                  | 3                  | 12                 | 2                   | 3                  | 6                  |                    | 12                 | 4                  | 5                  | 12                 | 12                 | 10                 | 10                 |
| Soutěžící | Nizozemsko          | 27                 |                    | 1                  |                    |                    | 3                  | 8                  | 2                  |                    | 7                  |                    |                     |                    |                    | 3                  |                    |                    | 3                  |                    |                    |                    |                    |
| Soutěžící | Finsko              | 79                 | 2                  |                    | 12                 | 8                  | 4                  | 2                  |                    | 3                  | 6                  | 5                  | 6                   | 12                 | 1                  |                    |                    |                    |                    | 4                  | 6                  | 2                  | 6                  |
| Soutěžící | Rumunsko            | 94                 |                    | 8                  |                    | 12                 | 6                  | 6                  | 6                  | 6                  | 5                  | 3                  | 7                   | 6                  |                    | 5                  | 3                  | 1                  |                    | 1                  | 8                  | 3                  | 8                  |
| Soutěžící | Rusko               | 135                | 8                  | 12                 | 10                 | 7                  |                    | 3                  | 8                  | 7                  | 8                  | 8                  | 4                   | 4                  | 7                  | 12                 | 2                  | 6                  | 8                  |                    | 10                 | 6                  | 5                  |
| Soutěžící | Řecko               | 156                | 7                  | 7                  | 5                  | 4                  | 12                 | 10                 | 12                 | 8                  | 4                  | 6                  | 10                  | 5                  | 8                  | 10                 | 8                  | 3                  | 12                 | 6                  |                    | 12                 | 7                  |

### Semifinále 2
|           |             | Výsledky hlasování | Výsledky hlasování | Výsledky hlasování | Výsledky hlasování | Výsledky hlasování | Výsledky hlasování | Výsledky hlasování | Výsledky hlasování | Výsledky hlasování | Výsledky hlasování | Výsledky hlasování | Výsledky hlasování | Výsledky hlasování | Výsledky hlasování | Výsledky hlasování | Výsledky hlasování | Výsledky hlasování | Výsledky hlasování | Výsledky hlasování | Výsledky hlasování | Výsledky hlasování | Výsledky hlasování | Výsledky hlasování |
| Body      | Island      | Švédsko            | Turecko            | Ukrajina           | Litva              | Albánie            | Švýcarsko          | Česko              | Bělorusko          | Lotyšsko           | Chorvatsko         | Bulharsko          | Dánsko             | Gruzie             | Maďarsko           | Malta              | Kypr               | Makedonie          | Portugalsko        | Francie            | Srbsko             | Spojené království |                    |                    |
| --------- | ----------- | ------------------ | ------------------ | ------------------ | ------------------ | ------------------ | ------------------ | ------------------ | ------------------ | ------------------ | ------------------ | ------------------ | ------------------ | ------------------ | ------------------ | ------------------ | ------------------ | ------------------ | ------------------ | ------------------ | ------------------ | ------------------ | ------------------ | ------------------ |
| Soutěžící | Island      | 68                 |                    | 10                 | 3                  | 1                  | 2                  | 5                  | 4                  |                    | 1                  | 2                  |                    |                    | 10                 |                    | 7                  | 5                  | 1                  |                    | 5                  | 8                  |                    | 4                  |
| Soutěžící | Švédsko     | 54                 | 8                  |                    | 2                  |                    | 3                  | 1                  | 3                  |                    |                    |                    |                    |                    | 12                 |                    | 1                  | 7                  | 4                  |                    | 3                  | 1                  | 3                  | 6                  |
| Soutěžící | Turecko     | 85                 |                    | 6                  |                    | 5                  |                    | 12                 | 7                  |                    | 3                  |                    |                    | 7                  | 8                  | 5                  | 4                  |                    |                    | 8                  |                    | 10                 |                    | 10                 |
| Soutěžící | Ukrajina    | 152                | 6                  | 3                  | 12                 |                    | 7                  |                    | 1                  | 12                 | 12                 | 6                  | 7                  | 12                 | 7                  | 12                 | 8                  | 8                  | 10                 | 6                  | 12                 | 3                  | 8                  |                    |
| Soutěžící | Litva       | 30                 |                    |                    |                    |                    |                    |                    |                    |                    |                    | 12                 |                    |                    |                    | 10                 |                    |                    |                    |                    |                    |                    |                    | 8                  |
| Soutěžící | Albánie     | 67                 | 1                  | 7                  | 8                  | 3                  |                    |                    | 10                 | 1                  | 5                  |                    | 10                 |                    |                    |                    |                    |                    |                    | 12                 | 2                  | 5                  |                    | 3                  |
| Soutěžící | Švýcarsko   | 47                 |                    |                    |                    |                    |                    | 10                 |                    |                    |                    |                    | 5                  |                    | 5                  |                    |                    | 12                 | 7                  | 1                  |                    | 7                  |                    |                    |
| Soutěžící | Česko       | 9                  |                    |                    | 1                  |                    |                    |                    |                    |                    |                    |                    | 2                  |                    |                    |                    |                    | 1                  |                    | 5                  |                    |                    |                    |                    |
| Soutěžící | Bělorusko   | 27                 |                    |                    |                    | 10                 | 6                  |                    |                    |                    |                    | 5                  |                    |                    |                    | 4                  |                    |                    | 2                  |                    |                    |                    |                    |                    |
| Soutěžící | Lotyšsko    | 86                 | 7                  | 8                  |                    | 2                  | 12                 |                    |                    | 5                  | 6                  |                    | 6                  | 1                  | 6                  | 6                  |                    | 6                  |                    | 4                  | 10                 |                    | 2                  | 5                  |
| Soutěžící | Chorvatsko  | 112                | 4                  | 4                  | 5                  | 7                  | 5                  | 3                  | 6                  | 3                  | 7                  | 7                  |                    | 6                  | 3                  | 8                  | 10                 |                    | 6                  | 10                 | 6                  | 2                  | 10                 |                    |
| Soutěžící | Bulharsko   | 56                 | 5                  |                    | 6                  | 6                  | 1                  |                    |                    | 2                  | 2                  | 1                  | 1                  |                    |                    |                    | 3                  | 2                  | 8                  | 7                  | 1                  | 6                  | 5                  |                    |
| Soutěžící | Dánsko      | 112                | 12                 | 12                 |                    | 4                  | 8                  | 4                  | 5                  | 10                 | 4                  | 8                  | 3                  | 2                  |                    | 3                  | 12                 | 4                  | 5                  | 3                  | 8                  | 4                  |                    | 1                  |
| Soutěžící | Gruzie      | 107                | 2                  | 1                  | 10                 | 12                 | 10                 |                    |                    | 8                  | 10                 | 10                 |                    | 4                  |                    |                    | 2                  | 10                 | 12                 | 2                  | 7                  |                    | 7                  |                    |
| Soutěžící | Maďarsko    | 6                  |                    |                    |                    |                    |                    |                    |                    |                    |                    |                    |                    |                    | 1                  | 1                  |                    |                    |                    |                    |                    |                    | 4                  |                    |
| Soutěžící | Malta       | 38                 | 3                  |                    |                    |                    |                    | 8                  |                    | 6                  |                    | 4                  | 4                  | 3                  | 4                  |                    |                    |                    |                    |                    | 4                  |                    |                    | 2                  |
| Soutěžící | Kypr        | 36                 |                    |                    | 4                  |                    |                    | 2                  | 2                  |                    |                    |                    |                    | 8                  |                    | 2                  | 5                  |                    |                    |                    |                    |                    | 1                  | 12                 |
| Soutěžící | Makedonie   | 64                 |                    | 2                  | 7                  |                    |                    | 7                  | 8                  | 4                  |                    |                    | 12                 | 10                 | 2                  |                    |                    |                    |                    |                    |                    |                    | 12                 |                    |
| Soutěžící | Portugalsko | 120                | 10                 | 5                  |                    | 8                  | 4                  | 6                  | 12                 | 7                  | 8                  | 3                  | 8                  | 5                  |                    | 7                  | 6                  | 3                  | 3                  |                    |                    | 12                 | 6                  | 7                  |

### Finále
| |                     | Výsledky hlasování | Výsledky hlasování | Výsledky hlasování | Výsledky hlasování | Výsledky hlasování | Výsledky hlasování | Výsledky hlasování | Výsledky hlasování | Výsledky hlasování | Výsledky hlasování | Výsledky hlasování | Výsledky hlasování | Výsledky hlasování | Výsledky hlasování | Výsledky hlasování | Výsledky hlasování | Výsledky hlasování | Výsledky hlasování | Výsledky hlasování | Výsledky hlasování | Výsledky hlasování | Výsledky hlasování | Výsledky hlasování | Výsledky hlasování | Výsledky hlasování | Výsledky hlasování | Výsledky hlasování | Výsledky hlasování | Výsledky hlasování | Výsledky hlasování | Výsledky hlasování | Výsledky hlasování | Výsledky hlasování | Výsledky hlasování | Výsledky hlasování | Výsledky hlasování | Výsledky hlasování | Výsledky hlasování | Výsledky hlasování | Výsledky hlasování | Výsledky hlasování | Výsledky hlasování | Výsledky hlasování | Výsledky hlasování |
| Body | Rom                 | UK                 | Alb                | Ger                | Arm                | B&H                | Isr                | Fin                | Cro                | Pol                | Ice                | Tur                | Por                | Lat                | Swe                | Den                | Geo                | Ukr                | Fra                | Aze                | Gre                | Spa                | Ser                | Rus                | Nor                | Mon                | Est                | Mol                | S.M                | Blg                | Slo                | Ire                | And                | Net                | Lit                | Swi                | Cze                | Bel                | Bul                | Hun                | Mal                | Cyp                | Mac                |                    |                    |
| --- | ------------------- | ------------------ | ------------------ | ------------------ | ------------------ | ------------------ | ------------------ | ------------------ | ------------------ | ------------------ | ------------------ | ------------------ | ------------------ | ------------------ | ------------------ | ------------------ | ------------------ | ------------------ | ------------------ | ------------------ | ------------------ | ------------------ | ------------------ | ------------------ | ------------------ | ------------------ | ------------------ | ------------------ | ------------------ | ------------------ | ------------------ | ------------------ | ------------------ | ------------------ | ------------------ | ------------------ | ------------------ | ------------------ | ------------------ | ------------------ | ------------------ | ------------------ | ------------------ | ------------------ | ------------------ |
| Soutěžící | Rumunsko            | 45                 |                    |                    |                    |                    |                    |                    | 6                  |                    |                    |                    |                    |                    | 4                  |                    |                    |                    |                    |                    | 4                  |                    |                    | 12                 |                    |                    |                    |                    |                    | 12                 | 1                  |                    |                    | 3                  |                    |                    |                    |                    |                    |                    |                    |                    |                    | 3                  |                    |
| Soutěžící | Spojené království  | 14                 |                    |                    |                    |                    |                    |                    |                    |                    |                    |                    |                    |                    |                    |                    |                    |                    |                    |                    |                    |                    |                    |                    |                    |                    |                    |                    |                    |                    | 6                  |                    |                    | 8                  |                    |                    |                    |                    |                    |                    |                    |                    |                    |                    |                    |
| Soutěžící | Albánie             | 55                 |                    |                    |                    |                    |                    | 1                  |                    |                    | 8                  |                    |                    | 1                  |                    |                    |                    |                    |                    |                    |                    | 1                  | 10                 |                    |                    |                    |                    | 7                  |                    |                    | 3                  |                    | 4                  |                    |                    |                    |                    | 8                  |                    |                    |                    |                    |                    |                    | 12                 |
| Soutěžící | Německo             | 14                 |                    |                    |                    |                    |                    |                    |                    |                    |                    |                    |                    |                    |                    |                    |                    |                    |                    |                    |                    |                    |                    |                    |                    |                    |                    |                    |                    |                    |                    |                    |                    |                    |                    |                    |                    | 2                  |                    |                    | 12                 |                    |                    |                    |                    |
| Soutěžící | Arménie             | 199                | 4                  |                    | 2                  | 6                  |                    | 6                  | 8                  |                    |                    | 12                 | 1                  | 10                 |                    |                    | 2                  |                    | 12                 | 7                  | 12                 |                    | 12                 | 10                 | 5                  | 12                 |                    | 1                  |                    | 2                  | 8                  | 12                 | 5                  |                    |                    | 12                 |                    |                    | 12                 | 7                  | 8                  |                    |                    | 10                 | 1                  |
| Soutěžící |                     |                    |                    |                    |                    |                    |                    |                    |                    |                    |                    |                    |                    |                    |                    |                    |                    |                    |                    |                    |                    |                    |                    |                    |                    |                    |                    |                    |                    |                    |                    |                    |                    |                    |                    |                    |                    |                    |                    |                    |                    |                    |                    |                    |                    |
| Soutěžící | Bosna a Hercegovina | 110                |                    |                    |                    | 5                  |                    |                    |                    | 6                  | 12                 |                    |                    | 6                  |                    |                    | 10                 | 2                  |                    |                    | 2                  | 3                  |                    |                    | 12                 |                    | 10                 | 10                 |                    |                    |                    |                    | 10                 | 2                  |                    | 7                  |                    | 7                  | 1                  |                    |                    |                    |                    |                    | 5                  |
| Soutěžící | Izrael              | 124                | 6                  |                    | 4                  | 3                  | 6                  | 5                  |                    | 8                  | 2                  | 5                  |                    |                    |                    |                    |                    |                    | 3                  | 5                  | 6                  | 7                  | 1                  |                    | 7                  | 6                  | 3                  | 5                  |                    | 6                  | 10                 | 5                  | 3                  |                    |                    | 3                  | 3                  | 1                  |                    | 4                  | 2                  | 3                  |                    | 2                  |                    |
| Soutěžící | Finsko              | 35                 |                    |                    |                    |                    |                    |                    |                    |                    |                    | 2                  | 7                  |                    |                    | 1                  | 7                  |                    |                    |                    |                    |                    |                    |                    |                    |                    | 4                  |                    | 10                 |                    |                    |                    |                    |                    | 4                  |                    |                    |                    |                    |                    |                    |                    |                    |                    |                    |
| Soutěžící | Chprvatsko          | 44                 | 1                  |                    |                    | 2                  | 2                  | 10                 |                    |                    |                    |                    |                    |                    | 3                  | 5                  |                    |                    | 1                  | 1                  |                    |                    |                    |                    | 3                  | 1                  |                    | 2                  |                    |                    |                    |                    | 8                  |                    |                    |                    |                    | 3                  |                    |                    |                    |                    |                    |                    | 2                  |
| Soutěžící | Polsko              | 14                 |                    | 4                  |                    |                    |                    |                    |                    |                    |                    |                    |                    |                    |                    |                    |                    |                    |                    |                    |                    |                    |                    |                    |                    |                    |                    |                    |                    |                    |                    |                    |                    | 10                 |                    |                    |                    |                    |                    |                    |                    |                    |                    |                    |                    |
| Soutěžící |                     |                    |                    |                    |                    |                    |                    |                    |                    |                    |                    |                    |                    |                    |                    |                    |                    |                    |                    |                    |                    |                    |                    |                    |                    |                    |                    |                    |                    |                    |                    |                    |                    |                    |                    |                    |                    |                    |                    |                    |                    |                    |                    |                    |                    |
| Soutěžící | Island              | 64                 |                    | 6                  |                    |                    |                    |                    | 4                  | 7                  |                    |                    |                    |                    | 7                  | 2                  | 8                  | 12                 |                    |                    |                    |                    |                    | 4                  |                    |                    | 8                  |                    |                    |                    |                    |                    |                    |                    |                    |                    |                    |                    |                    |                    |                    |                    | 6                  |                    |                    |
| Soutěžící | Turecko             | 138                | 8                  | 8                  | 10                 | 10                 |                    | 8                  |                    | 4                  |                    |                    |                    |                    |                    |                    |                    | 4                  | 6                  | 4                  | 10                 | 12                 |                    |                    |                    | 2                  | 2                  |                    |                    |                    | 4                  | 10                 |                    |                    |                    | 10                 |                    | 6                  |                    | 3                  | 5                  | 5                  |                    |                    | 7                  |
| Soutěžící | Portugalsko         | 69                 |                    |                    |                    | 4                  |                    |                    |                    |                    | 3                  |                    | 6                  |                    |                    |                    |                    |                    |                    | 3                  | 8                  |                    |                    | 8                  | 1                  |                    |                    |                    |                    |                    | 5                  | 6                  |                    |                    | 10                 | 5                  |                    | 10                 |                    |                    |                    |                    |                    |                    |                    |
| Soutěžící | Lotyšsko            | 83                 |                    | 10                 |                    |                    |                    |                    |                    |                    | 4                  |                    | 4                  |                    | 8                  |                    | 3                  | 6                  | 2                  |                    |                    |                    |                    | 2                  |                    |                    |                    | 3                  | 7                  |                    |                    |                    |                    | 12                 | 2                  |                    | 10                 |                    | 3                  |                    |                    |                    | 7                  |                    |                    |
| Soutěžící | Švédsko             | 47                 |                    |                    | 3                  |                    |                    |                    | 1                  | 5                  |                    |                    | 3                  |                    |                    |                    |                    | 8                  |                    |                    |                    |                    |                    | 1                  | 2                  |                    | 7                  |                    | 2                  |                    |                    |                    |                    |                    |                    |                    | 1                  |                    |                    |                    |                    | 1                  | 12                 | 1                  |                    |
| Soutěžící |                     |                    |                    |                    |                    |                    |                    |                    |                    |                    |                    |                    |                    |                    |                    |                    |                    |                    |                    |                    |                    |                    |                    |                    |                    |                    |                    |                    |                    |                    |                    |                    |                    |                    |                    |                    |                    |                    |                    |                    |                    |                    |                    |                    |                    |
| Soutěžící | Dánsko              | 60                 |                    | 3                  |                    |                    |                    |                    |                    |                    |                    |                    | 12                 |                    | 5                  | 7                  | 5                  |                    |                    |                    |                    |                    |                    |                    |                    |                    | 12                 |                    | 3                  |                    | 2                  |                    |                    | 1                  |                    |                    | 2                  |                    | 2                  |                    |                    | 2                  | 4                  |                    |                    |
| Soutěžící | Gruzie              | 83                 |                    |                    |                    |                    | 10                 |                    | 2                  |                    |                    |                    |                    | 4                  | 1                  | 8                  |                    |                    |                    | 8                  |                    | 4                  | 4                  |                    |                    | 7                  |                    |                    | 5                  | 3                  |                    |                    |                    |                    |                    |                    | 5                  |                    | 4                  | 6                  |                    |                    | 5                  | 7                  |                    |
| Soutěžící | Ukrajina            | 230                | 3                  | 5                  | 8                  |                    | 5                  | 3                  | 10                 | 3                  | 7                  | 10                 | 5                  | 8                  | 12                 | 10                 |                    | 7                  | 10                 |                    |                    | 10                 | 6                  | 7                  | 6                  | 8                  |                    | 4                  | 4                  | 7                  |                    | 1                  | 2                  | 6                  | 6                  |                    | 6                  |                    | 8                  | 10                 | 7                  | 6                  | 10                 | 6                  | 4                  |
| Soutěžící | Francie             | 47                 |                    | 2                  |                    |                    | 4                  |                    |                    | 2                  |                    | 1                  | 8                  |                    |                    | 3                  | 4                  | 5                  |                    |                    |                    |                    |                    |                    |                    |                    | 1                  |                    | 6                  |                    |                    |                    |                    |                    | 3                  |                    | 8                  |                    |                    |                    |                    |                    |                    |                    |                    |
| Soutěžící | Ázerbájdžán         | 132                | 2                  |                    |                    | 1                  |                    |                    | 3                  |                    |                    | 7                  |                    | 12                 |                    | 4                  |                    |                    | 7                  | 10                 |                    |                    | 3                  |                    |                    | 10                 |                    |                    |                    | 8                  |                    | 7                  | 1                  |                    | 7                  | 2                  | 7                  |                    | 10                 | 8                  | 3                  | 12                 |                    |                    | 8                  |
| Soutěžící |                     |                    |                    |                    |                    |                    |                    |                    |                    |                    |                    |                    |                    |                    |                    |                    |                    |                    |                    |                    |                    |                    |                    |                    |                    |                    |                    |                    |                    |                    |                    |                    |                    |                    |                    |                    |                    |                    |                    |                    |                    |                    |                    |                    |                    |
| Soutěžící | Řecko               | 218                | 12                 | 12                 | 12                 | 12                 | 8                  | 7                  | 5                  |                    | 5                  | 3                  |                    | 7                  |                    |                    | 1                  | 3                  | 4                  | 2                  | 3                  | 6                  |                    | 3                  | 8                  | 3                  |                    | 6                  | 1                  | 4                  | 12                 | 8                  | 6                  | 4                  | 8                  | 6                  |                    | 5                  | 5                  | 2                  | 10                 | 8                  | 2                  | 12                 | 3                  |
| Soutěžící | Španělsko           | 55                 |                    | 1                  | 1                  |                    | 1                  |                    |                    | 1                  |                    |                    |                    | 3                  | 10                 |                    |                    | 1                  |                    |                    | 5                  |                    | 8                  |                    |                    |                    |                    |                    |                    |                    |                    | 4                  |                    |                    | 12                 |                    |                    | 4                  |                    |                    |                    |                    |                    | 4                  |                    |
| Soutěžící | Srbsko              | 160                | 7                  |                    | 5                  | 8                  | 3                  | 12                 |                    |                    | 10                 | 4                  | 2                  |                    |                    |                    | 6                  |                    |                    |                    | 7                  | 2                  | 5                  |                    |                    | 4                  | 6                  | 12                 |                    | 1                  |                    |                    | 12                 |                    |                    | 8                  |                    | 12                 | 6                  | 1                  | 4                  | 7                  | 1                  | 5                  | 10                 |
| Soutěžící | Rusko               | 272                | 10                 |                    | 6                  | 7                  | 12                 | 4                  | 12                 | 10                 | 6                  | 6                  |                    | 5                  | 6                  | 12                 |                    |                    | 8                  | 12                 | 1                  | 8                  | 7                  | 5                  | 10                 |                    | 5                  | 8                  | 12                 | 10                 |                    | 3                  | 7                  | 5                  | 5                  | 1                  | 12                 |                    | 7                  | 12                 | 6                  | 10                 | 8                  | 8                  | 6                  |
| Soutěžící | Norsko              | 182                | 5                  | 7                  | 7                  |                    | 7                  | 2                  | 7                  | 12                 | 1                  | 8                  | 10                 | 2                  | 2                  | 6                  | 12                 | 10                 | 5                  | 6                  |                    | 5                  | 2                  | 6                  | 4                  | 5                  |                    |                    | 8                  | 5                  | 7                  | 2                  |                    | 7                  | 1                  | 4                  | 4                  |                    |                    | 5                  | 1                  | 4                  | 3                  |                    |                    |
| Tabulka je sestavena podle pořadí výstupů ve finále a dále podle pořadí výstupů nepostupujících semifinalistů. |                     |                    |                    |                    |                    |                    |                    |                    |                    |                    |                    |                    |                    |                    |                    |                    |                    |                    |                    |                    |                    |                    |                    |                    |                    |                    |                    |                    |                    |                    |                    |                    |                    |                    |                    |                    |                    |                    |                    |                    |                    |                    |                    |                    |                    |

#### Dvanáctibodová ohodnocení
V následující tabulce je přehled dvanáctibodových ocenění, které jednotlivé země ve finále přisoudili soutěžícím::
| Počet | Pro                 | Od          |
| ----- | ------------------- | ----------- |
| 8     | Arménie             | \| \| \|    |
| 7     | Rusko               | \|          |
| 6     | Řecko               | \|          |
| 4     | Srbsko              | \|          |
| 2     | Ázerbájdžán         | Turecko     |
| 2     | Bosna a Hercegovina | Srbsko      |
| 2     | Dánsko              | Norsko      |
| 2     | Norsko              | Švédsko     |
| 2     | Rumunsko            | Španělsko   |
| 1     | Albánie             | Makedonie   |
| 1     | Německo             | Bulharsko   |
| 1     | Island              | Dánsko      |
| 1     | Lotyšsko            | Irsko       |
| 1     | Španělsko           | Andorra     |
| 1     | Švédsko             | Malta       |
| 1     | Turecko             | Ázerbájdžán |
| 1     | Ukrajina            | Portugalsko |